# كوليت كار
كوليت كار (بالإنجليزية: Colette Carr)‏ هي رابر ومغنية مؤلفة ومغنية ورسامة أمريكية، ولدت في 6 يناير 1991 في لوس أنجلوس في الولايات المتحدة.

## وصلات خارجية
- الموقع الرسمي
- كوليت كار على موقع IMDb (الإنجليزية)
- كوليت كار على موقع ميوزك برينز (الإنجليزية)
- كوليت كار على موقع ديسكوغز (الإنجليزية)